# Lijst van oorlogen van België
Dit is een lijst van oorlogen van België vanaf 1830. Het Koninkrijk België ontstond in 1830 tijdens de Belgische Revolutie en verwierf in 1839 zijn onafhankelijkheid van het Verenigd Koninkrijk der Nederlanden. Daarna voerde het verschillende koloniale oorlogen in met name Centraal-Afrika, zette enkele keren het leger in om arbeidersopstanden te onderdrukken, werd tijdens de Wereldoorlogen door Duitsland bezet en is sinds 1950 via de Verenigde Naties betrokken bij vredesmissies in conflictgebieden.
- Voor eerdere oorlogen op het grondgebied van het latere België, zie Lijst van oorlogen in de Lage Landen tot 1560 en Lijst van oorlogen in de zuidelijke Lage Landen (1560–1829).
- Voor gelijktijdige oorlogen in het noorden vanaf 1560, zie Lijst van oorlogen van Nederland.
- Voor oorlogen van het Groothertogdom Luxemburg vanaf zijn onafhankelijkheid, zie Lijst van oorlogen van Luxemburg (1890–heden).

| Begin | Eind | Naam conflict                                                                                | Partijen | Partijen                                                                            | Uitkomst |
| Begin | Eind | Naam conflict                                                                                | Combatant 1 | Combatant 2                                                                         | Uitkomst |
| ----- | ---- | -------------------------------------------------------------------------------------------- | --- | ----------------------------------------------------------------------------------- | --- |
| 1830  | 1839 | Belgische Revolutie                                                                          | Voorlopig Bewind (sept. 1830 – feb. 1831) - Koninkrijk België (okt. 1830 – 1839) Gesteund door: Koninkrijk Frankrijk   | Verenigd Koninkrijk der Nederlanden                                                 | Belgische overwinning: Verdrag van Londen (1839) - België wordt onafhankelijk - Oost-Limburg en Oost-Luxemburg blijven Nederlands                                              |
| 1839  | 1839 | Katoenoproer                                                                                 | Belgische regering | Demonstrerende katoenarbeiders Orangisten                                           | Belgische overwinning - Oproer neergeslagen door regeringstroepen - Enkele protectionistische maatregelen                                                                      |
| 1856  | 1857 | Arbeidersoproeren in Gent en Doornik                                                         | Belgische regering | Demonstrerende arbeiders                                                            | Belgische overwinning - Oproeren neergeslagen door regeringstroepen |
| 1891  | 1892 | Stairs-expeditie naar Katanga                                                                | Onafhankelijke Congostaat gesteund door: België                                                                        | Yeke-staat van Msiri                                                                | Congolees-Belgische overwinning - Msiri gedood, Mukanda-Bantu wordt vazalvorst - België verwerft Katanga                                                                       |
| 1892  | 1894 | Veldtochten van de Onafhankelijke Congostaat tegen de Arabo-Swahili (Belgo-Arabische Oorlog) | Onafhankelijke Congostaat gesteund door: België (Société antiesclavagiste) Duitse Keizerrijk                           | Arabo-Swahili sultanaten gesteund door: Sultanaat Zanzibar Sultanaat Muscat en Oman | Congolees-Belgisch-Duitse overwinning - Onafhankelijke Congostaat verovert Oost-Congo - Terugdringing Arabische slavenhandel                                                   |
| 1895  | 1895 | Luba-opstand                                                                                 | Onafhankelijke Congostaat gesteund door: België                                                                        | Luba-rebellen                                                                       | Congolees-Belgische overwinning - Vele Lubamannen moeten dwangarbeid verrichten in Katangamijnen                                                                               |
| 1895  | 1908 | Batetela-opstanden                                                                           | Onafhankelijke Congostaat gesteund door: België                                                                        | Tetela-muiters                                                                      | Congolees-Belgische overwinning - Opstanden (muiterijen) onderdrukt |
| 1905  | 1917 | Opstand van Kasongo Nyembo                                                                   | Onafhankelijke Congostaat (tot 1908) België - Belgisch-Congo (vanaf 1908)                                              | Luba-rebellen van Kasongo Nyembo                                                    | Belgische overwinning - Kasongo Nyembo verbannen |
| 1914  | 1918 | Eerste Wereldoorlog                                                                          | Geallieerden - waaronder België (en Luxemburg)                                                                         | Centrale mogendheden - waaronder Duitse Keizerrijk                                  | Geallieerde overwinning: Verdrag van Versailles (1919) - België verwerft de Oostkantons                                                                                        |
| 1939  | 1945 | Tweede Wereldoorlog                                                                          | Geallieerden - waaronder Nederland, België en Luxemburg                                                                | Asmogendheden - waaronder nazi-Duitsland en Japanse Keizerrijk                      | Geallieerde overwinning - Benelux opgericht (1944) - Beneluxlanden krijgen vooroorlogse gebieden terug                                                                         |
| 1950  | 1953 | Koreaanse Oorlog                                                                             | Republiek Korea Verenigde Naties - waaronder Nederland, België en Luxemburg                                            | Democratische Volksrepubliek Korea Volksrepubliek China                             | Wapenstilstand |
| 1990  | 1991 | Golfoorlog                                                                                   | Golfoorlogcoalitie, waaronder Nederland en België                                                                      | Irak (eenpartijstaat onder Saddam Hoessein)                                         | Overwinning van de coalitie - Soevereiniteit van Koeweit hersteld - Saddam Hoessein blijft aan de macht - Opstanden tegen Saddam neergeslagen - Instelling Iraakse no-flyzones |
| 1991  | 2003 | Iraakse no-flyzones                                                                          | Verenigde Staten Verenigd Koninkrijk Frankrijk (1991–98) Australië België Nederland Saoedi-Arabië Turkije Italië       | Irak (eenpartijstaat onder Saddam Hoessein)                                         | Overwinning van de coalitie - Geen soennitische genocide op Koerden en sjiieten - Koerden verwerven de facto autonomie                                                         |
| 2001  | 2021 | Oorlog in Afghanistan                                                                        | Noordelijke Alliantie (2001) Islamitische Republiek Afghanistan NAVO (ISAF) - waaronder Nederland, België en Luxemburg | Islamitisch Emiraat Afghanistan (2001) Taliban                                      | Overwinning van de Taliban - Lokaal verzet actief in kleine capaciteit |
| 2011  | 2011 | Opstand in Libië                                                                             | Nationale Overgangsraad NAVO - waaronder Nederland en België                                                           | Libische Volks-Jamahiriyah                                                          | Overwinning Nationale Overgangsraad en NAVO - Val van Moammar al-Qadhafi - Wankele democratie ingevoerd                                                                        |
| 2014  | 2019 | Interventie tegen Islamitische Staat                                                         | Coalitie CJTF–OIR - waaronder Nederland en België Irak (parlementaire democratie)                                      | Islamitische Staat (ISIS)                                                           | Internationale overwinning - Islamitische Staat verliest alle territoriale controle op 23 maart 2019                                                                           |